# Bocadillo de tortilla de patatas

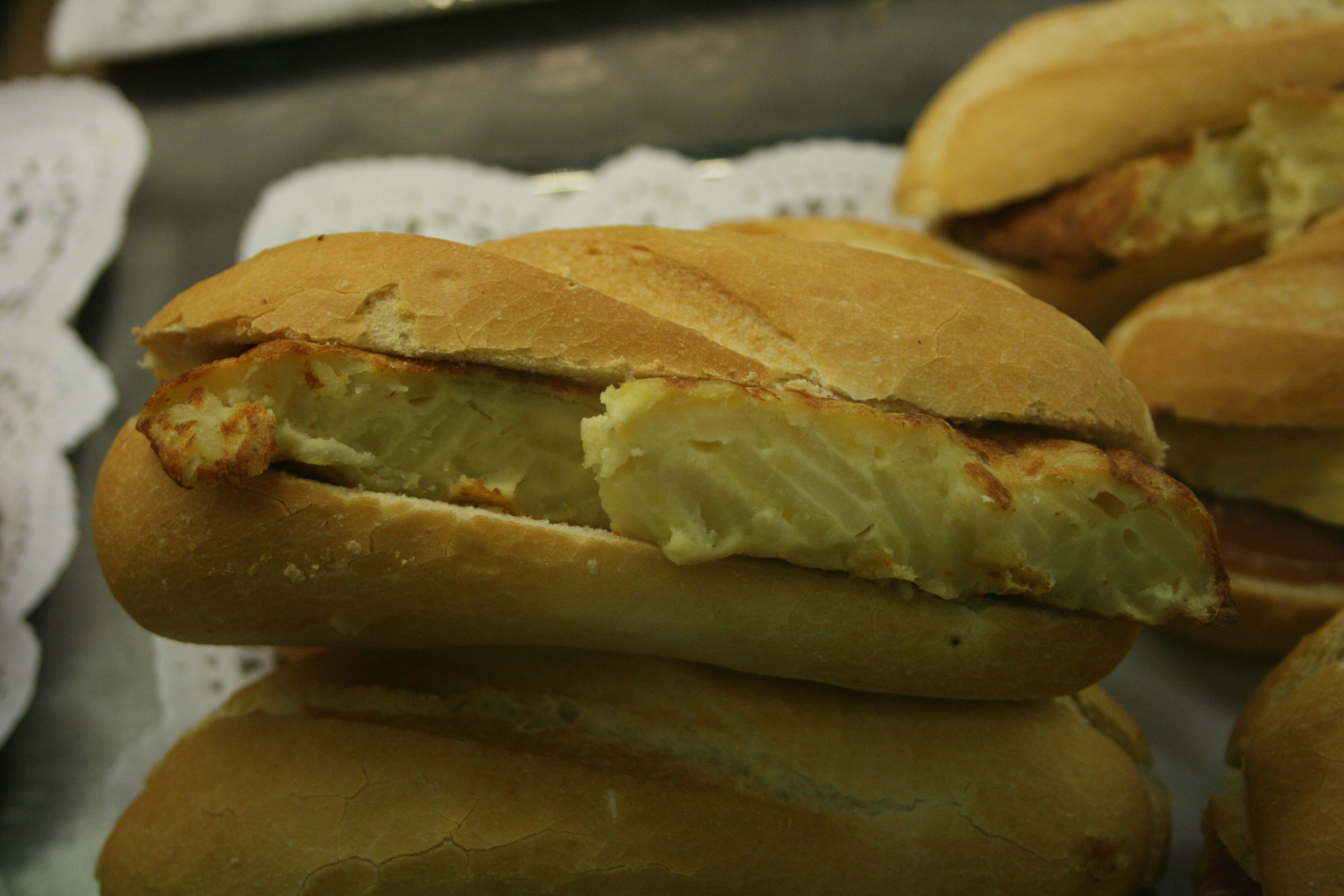
El bocadillo de tortilla de patatas es una de las expresiones más populares del bocadillo en España.

El bocadillo de tortilla de patatas es un bocadillo muy popular en la cocina española elaborado con la tortilla de patatas. Se trata de un alimento barato, fácil de preparar, que se encuentra en numerosos puestos de restauración de estaciones de tren y aeropuertos españoles. Se sirve generalmente frío, y a gusto del consumidor se calienta en el momento de ser servido. Se trata de uno de los bocadillos más típicos junto con el de jamón serrano y el de calamares, que puede encontrarse en numerosos restaurantes de diversas ciudades españolas.

## Características
El bocadillo de tortilla de patatas se elabora con un pan tipo baguette (denominado a veces "pistola") con las porciones de una tortilla de patatas en forma de triángulos. El bocadillo, debido a su elaboración, posee una textura seca que requiere de un acompañamiento en forma de bebida que suele ser de forma tradicional una cerveza o refresco de cola. Algunas variantes de bocadillo de tortilla de patatas, puede incluir un pimiento asado (por ejemplo pimiento del piquillo), tomate, mahonesa, alguna rodaja de queso fundido. Condimentos como puede ser: kétchup, ajoaceite, en raras ocasiones alguna salsa picante, etc. La idea general de acompañar algún contenido a la tortilla es la de ofrecer una textura "más húmeda" a un bocadillo de apariencia seco, generalmente elaborado con pan blanco de trigo. 
La tortilla de patatas se suele elaborar con (o sin) cebolla caramelizada, esta característica se ve reflejada en las cualidades del bocadillo. La tortilla se suele cortar en tiras (o triángulos) que se "teselan" sobre uno de los entrepanes del bocadillo. Por regla general la forma de servir el bocadillo depende de los gustos del consumidor, es decir: se puede servir caliente o frío. Su fácil elaboración, a partir de un plato tan popular en España como puede ser la tortilla de patatas, hace que sea fácilmente adquirible en los bares y restaurantes, así como en las concentraciones públicas donde haya stands callejeros de bocadillos. La composición de sus ingredientes hace que sea un alimento habitual para cualquier persona.

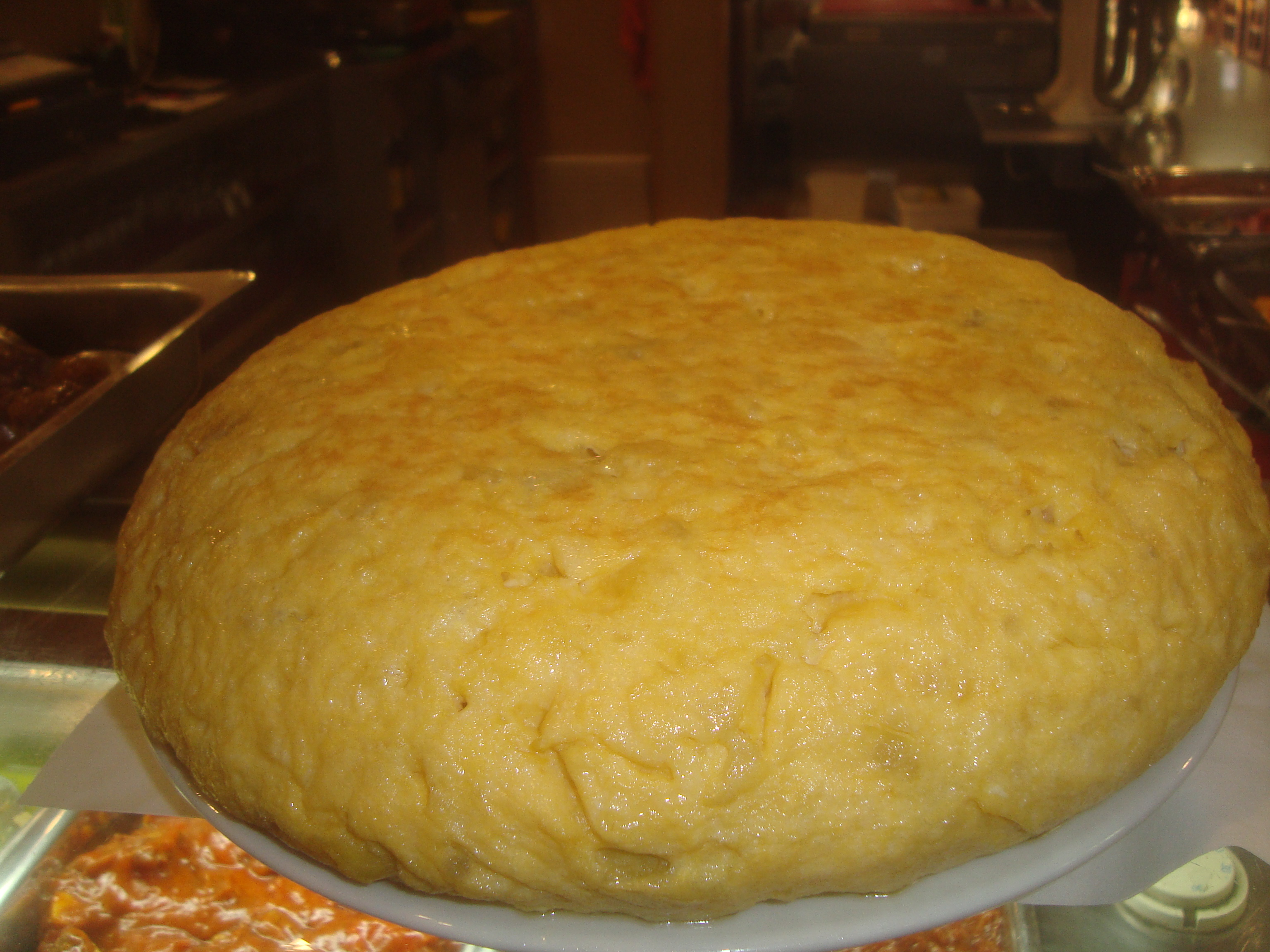
Tortilla Española. Tortilla de patatas.

## Bocadillo en la cultura
El bocadillo de patatas forma parte de la cultura popular española:
- El bocadillo participa en numerosas fiestas populares españolas como puede ser el día de la Tortilla.
- Mortadelo y Filemón (popular dibujo español) muestra a los personajes comiendo un bocadillo de tortilla de patatas
- Existe un divertido juego de mesa familiar sobre la tortilla de patatas llamado Tortilla de patatas: the game realizado por el autor catalán Xavier Carrascosa y editado por darbel.